# Ніцца (міфологія)
Ніцца (дав.-гр. Νίκη Перемога") — феспійська принцеса у давньогрецькій міфології, одна з 50 дочок царя Феспія та Мегамеди, дочки Арнея (або однієї з його багатьох дружин). Вона народила Нікодрома від героя Геракла.

## Міфологія
Коли кіферонський лев переслідував корову Феспія, останній попросив Геракла вбити лева. Син Зевса полював на нього п'ятдесят днів і нарешті вбив звіра. Феспійський король чудово приймав його як гостя протягом цього періоду часу. Геракл був п'яний і спав мимоволі з кожною з п'ятдесяти дочок царя, включно з Ніццою, вважаючи, що його сусідка по ліжку завжди однакова. Феспій хотів, щоб це сталося, тому що він сильно бажав, щоб усі його дочки мали дітей від Геракла. В іншій версії міфу останній мав статеві стосунки з Ніццою та її братами і сестрами протягом одного тижня; сім покладених з Гераклом кожної ночі.
У деяких розповідях Геракл провів одну ніч з Ніццою та її сестрами, за винятком однієї з них, яка відмовилася мати з ним зв'язок. Герой, вважаючи, що його образили, прирік її все життя залишатися незайманою, служити йому жрицею.